# Jonathan Bailey
Jonathan Stuart Bailey, född 25 april 1988 i Wallingford i Oxfordshire, är en brittisk skådespelare.
Bailey har bland annat medverkat i TV-serierna Broadchurch och Familjen Bridgerton. Han har även medverkat i filmerna Wicked och Jurassic World Rebirth.

## Filmografi (i urval)
- 2013–2015 – Broadchurch (TV-serie)
- 2020–2024 – Familjen Bridgerton (TV-serie)
- 2024 – Wicked
- 2025 – Jurassic World Rebirth